# Suportabilidade
Em engenharia de software e engenharia de hardware, suportabilidade é um dos aspectos da qualidade de software que se refere à habilidade dum suporte técnico de instalar, configurar e monitorar produtos computacionais, identificar exceções ou falhas, depurar ou isolando problemas até a fonte, e prover manutenção de software ou hardware a fim de solucionar um problema ou restaurar o produto a um estado funcional. Incorporar recursos de suportabilidade num projeto tipicamente resulta em maior eficiência na manutenção, reduzindo custos operacionais.

## Recursos
Exemplos de recursos que facilitam a suportabilidade incluem atividades em tempo real como a notificação para help desk de eventos excepcionais, seja por correio eletrônico ou outro meio, ou o monitoramento de redes. Durante o desenvolvimento do produto, se refere à documentação criada e compartilhada, e a adição de funcionalidades tais como atualização de sistema e auto-recuperação no caso de falhas. Também são levados em conta registros da utilização do produto tais como os eventos disparados ou estados atingidos.